# Meine Schwester und ich (1954)
Meine Schwester und ich ist ein deutscher Film von Paul Martin aus dem Jahr 1954. Die Handlung beruht auf dem gleichnamigen musikalischen Lustspiel aus dem Jahr 1930.

## Handlung
Die Prinzessin Maria Christine von Esch-Königsborn hat, bedingt durch einen kleinen Verkehrsunfall, in der schönen Stadt Rothenburg ob der Tauber einen unfreiwilligen Aufenthalt. Sie befindet sich auf dem Rückweg aus Argentinien, um auf dem Schloss ihres Vaters, auf dessen Wunsch, den König von Slobenien zu ehelichen. Sie findet ein nettes Weinlokal, in dem sie den jungen Ingenieur Rudi Becker kennenlernt. Sie verliebt sich sofort, gibt sich aber als kleine Schuhverkäuferin aus, um ihn nicht abzuschrecken. Da ihr Vater ein stiller, zurückgezogener Gelehrter ist, der nur für seine Wissenschaft lebt, will sie erst einmal den ganzen Besitz auf Hochglanz bringen lassen, um beim König keinen schlechten Eindruck zu machen. Dieser sitzt aber noch in einem Hotel in der Schweiz, dem er als Vorzeigegast dient. Die ausländischen Gäste lockt er mit seinem Namen an und das Hotel macht gute Geschäfte. Seine Lieferanten speist er allerdings nur mit slowenischen Orden ab. Um die Hochzeit vorzubereiten, schickt er einen seiner Minister, Graf Kollinoff, voraus.
Rudi Becker sucht vergeblich die Verkäuferin, die er nicht finden kann. Dafür soll aber der Schlossteich, den er als leidenschaftlicher Angler gepachtet hat, verschwinden. An seiner Stelle beabsichtigt man ein feudales Schwimmbad zu errichten. Durch viele unsaubere Mittel versucht man Rudi zu vertreiben, so dass er sich auf das Schloss begibt, um sich bei der Prinzessin zu beschweren. Da er sich inzwischen einen Bart hat wachsen lassen, wird er von Maria Christine nicht erkannt. Aber er zieht eine Armbanduhr aus der Tasche, die sie in dem Weinlokal verpfändet hatte und zerreißt wütend den Pachtvertrag. Über Rudis Weggang traurig, packt Maria Christine ihre Koffer und sucht in Rothenburg eine Stellung als Schuhverkäuferin. Im Schuhgeschäft Huber wird sie eingestellt und freundet sich mit ihrer Kollegin Irma an. Als diese Rudi in dem Weinlokal entdeckt, verlangt sie die Uhr ihrer Kollegin zurück. Rudi will die Armbanduhr aber nur selbst an Maria Christine überreichen, da er es nicht glauben will, dass die hochmütige Prinzessin als Schuhverkäuferin arbeitet. Die beiden Mädels lügen ihm aber vor, dass Christel die verstoßene Zwillingsschwester der Prinzessin ist und schon über längere Zeit in dem Geschäft arbeitet.
Zum Rendezvous bringt Christel ihre Freundin mit, was Rudi überhaupt nicht gefällt. Nach mehreren Versuchen gelingt es ihm aber diese loszuwerden. Gegen 3 Uhr morgens gehen die beiden in den Wartesaal des Bahnhofs, um dort den Rest der Nacht zu verbringen. Durch die Musik einer Kapelle werden sie aus ihren Träumen gerissen und Christel erkennt auf dem Bahnsteig den Grafen Kollinoff, der die Ankunft des Königs würdig vorbereitet. Nun drängt sie selbstverständlich zu einem schnellen Aufbruch. Am selben Abend soll auf dem Schloss die Verlobung bekannt gegeben werden. Rudi fährt mit Christel und Irma dorthin, um der Feier beizuwohnen. Bei dieser Gelegenheit will er den Professor um die Hand seiner zweiten Tochter, der Schuhverkäuferin, bitten. Die Prinzessin hat aber schnell ihren Vater eingeweiht und somit machte dieser den Schwindel mit. Nun ist die Aufregung riesengroß, da die Prinzessin nicht zu finden ist und der König eine Schuhverkäuferin als Schwägerin bekommen soll. Aber alles wird gut: Christel bekommt ihren Rudi und der König erhält einen Jahresvertrag von der Metro-Goldstein-Geier und wird in Zukunft als Partner von Marilyn Monroe regieren.

## Produktion
Der gleiche Stoff wurde bereits 1929 unter der Regie von Manfred Noa und dann 1933 von Regisseur Karl Hartl unter dem Titel Ihre Durchlaucht, die Verkäuferin verfilmt. Gedreht wurde im Studio der CCC-Film in Berlin-Spandau sowie in Ansbach und Rothenburg ob der Tauber. Die Dialoge von Ernst Neubach entstanden unter freier Benutzung des gleichnamigen Lustspiels nach Georges Berr und Louis Verneuil. Gabriel Pellon schuf die Bauten, Léon Canel war Produktionsleiter. Es singen die Sunshines und das Cornell-Trio.
Meine Schwester und ich hatte am 15. Juli 1954 in Mainz Premiere.

## Kritik
Das Lexikon des internationalen Films bezeichnete den Film als verstaubtes musikalisches Lustspiel nach einer Bühnenvorlage, die bereits 1933 von Karl Hartl unter dem Titel „Ihre Durchlaucht, die Verkäuferin“ verfilmt wurde.